# Lector de llibres electrònics

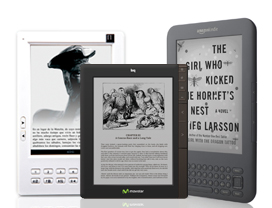
Diversos lectors electrònics

Un  lector de llibres electrònics  és un dispositiu electrònic que reprodueix els continguts de llibres electrònics, amb una qualitat de lectura com en paper gràcies a la tecnologia de tinta electrònica. Al mercat hi ha una gran confusió entre el terme  e-reader  (dispositiu que actua com a suport de lectura) i el terme  e-book  (contingut digital o llibre electrònic), utilitzant-se en molts casos erròniament el segon per designar el suport de lectura.
L'oferta d'aquest tipus de dispositius, i les prestacions d'aquests, ha evolucionat espectacularment durant l'any 2009. En el cas del mercat espanyol, hi ha diversos models, els més coneguts són el Reader de Sony, el bq Avant de Bq readers, el Papyre de Grammata i el Kindle d'Amazon.com.